# Radlin
Radlin là một thị trấn thuộc huyện Wodzisławski, tỉnh Śląskie ở nam Ba Lan. Thị trấn có diện tích 13 km². Đến ngày 1 tháng 1 năm 2011, dân số của thị trấn là 17767 người và mật độ 1418 người/km².